# Autorooter
Un autorooter est un programme informatique qui permet de scanner un grand nombre de machines et d'y déployer un ou des programmes malveillants (virus, vers, rootkit, etc.) de manière automatique. Leur utilisation est très simple et ne nécessite quasiment aucune connaissance en sécurité, si bien que même des script kiddies peuvent l'utiliser.
Ils se sont popularisés vers 2001.